# ノイエ・ヴァッヘ

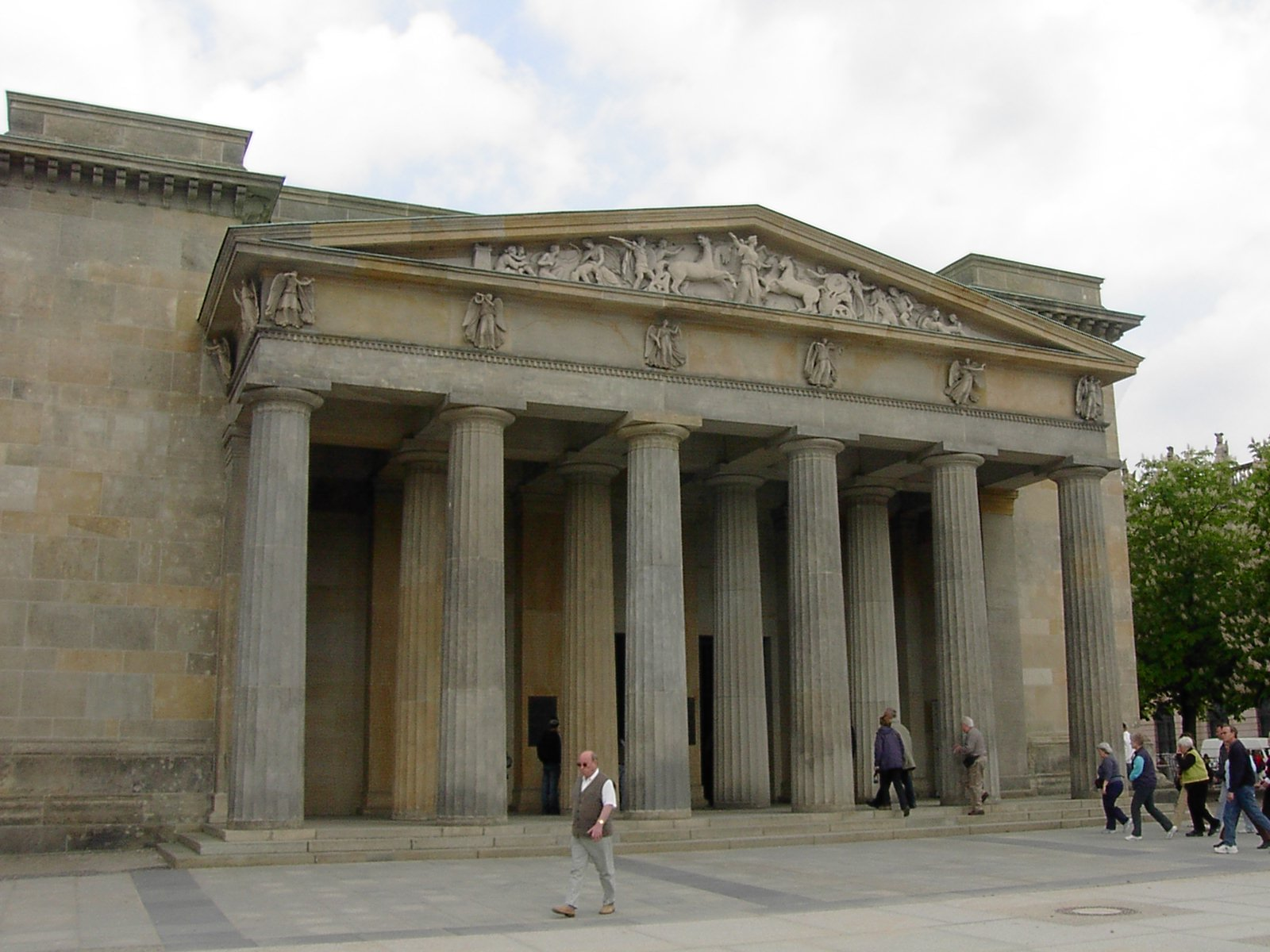
ノイエ・ヴァッヘに入る人々（2006年）

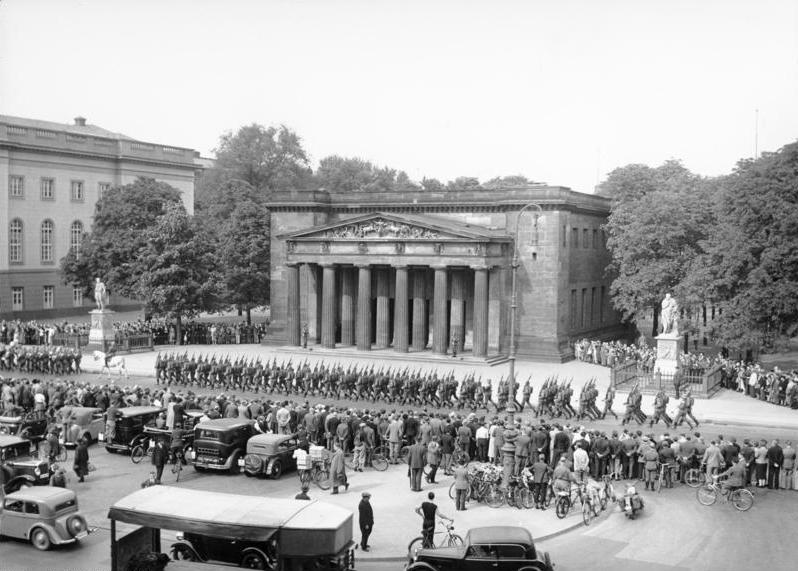
1938年、ナチス時代のノイエ・ヴァッヘ衛兵交代式。軍楽隊を伴った分列行進が行われる。

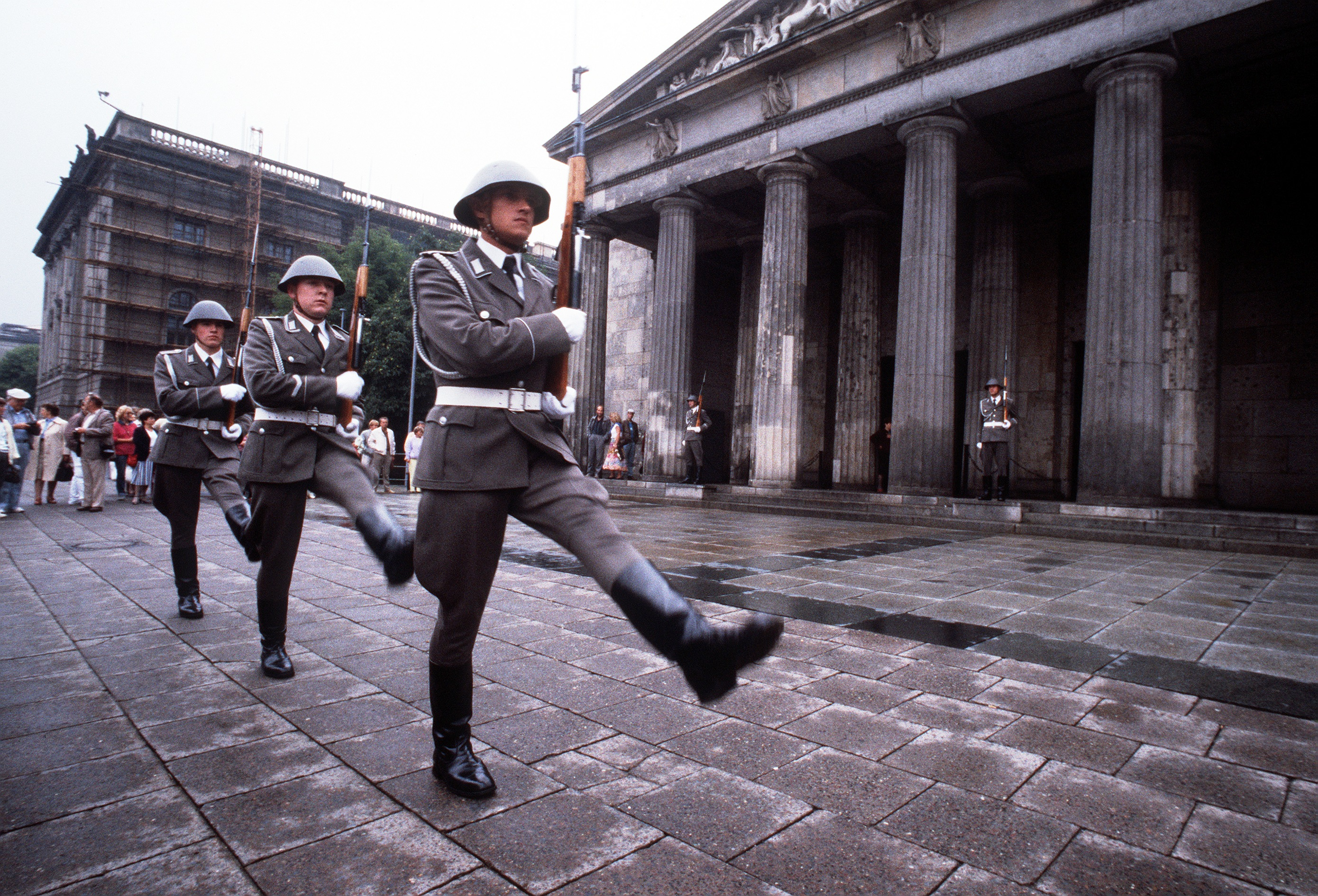
東ベルリン名物のノイエ・ヴァッヘ衛兵。手前から一人目と三人目が衛兵勤務を終え、下番する衛兵。中央が衛兵交代を指揮する下士官。（1989年）

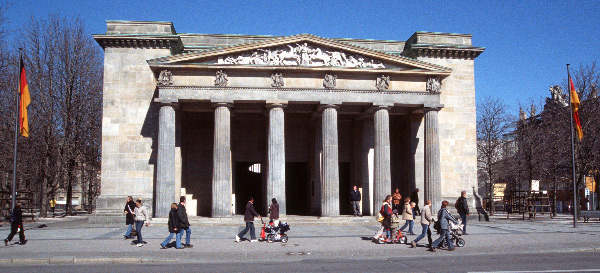
ドイツ新古典主義建築の代表作のひとつであるノイエ・ヴァッヘの正面（2003年）

ノイエ・ヴァッヘ（ドイツ語: Neue Wache）とはドイツの首都ベルリンの目抜き通りウンター・デン・リンデン街に建てられた石造建築で、「新衛兵所」、あるいは「新哨舎」と訳される。1816年にプロイセン王フリードリヒ・ヴィルヘルム3世が建築家カール・フリードリッヒ・シンケルに設計させ、1993年以降はドイツ連邦政府の戦没者に対する中央追悼施設として「国民哀悼の日」の式典会場になっている。
建物はドーリア式の柱廊玄関 (ポルチコ) を有する。シンケルは、「この建物は比較的広い敷地に立ち、四方からの視線にさらされている。これは植民地に設けられた古代ローマの兵営 (カストルム) を彷彿させるもので、四隅に堅牢な塔を立て中庭を設けた」と述べている。柱廊玄関の上部の切妻（ペディメント）の彫像は、ナポレオン戦争勝利を顕彰することを意図していた。彫像の中には勝利の女神ニケの姿も見える。衛兵所の背後にはシンケルによってトチノキの林苑が作られた。フリードリヒ・ヴィルヘルム3世は、ノイエ・ヴァッヘの見える王宮から衛兵交代式を楽しんだという。

## 歴史
1816年にプロイセン王フリードリヒ・ヴィルヘルム3世が建築家カール・フリードリッヒ・シンケルに衛兵所として設計させた。
1918年にドイツ帝国が崩壊、共和国が成立した後、1931年に建築家ハインリッヒ・テッセノウ（Heinrich Tessenow）はプロイセン州政府から、この建物を第一次世界大戦の戦没者慰霊の場に改造するよう依頼された。彼は中庭に屋根をかぶせて追悼の場に変え、中央にパンテオンの天窓のような円形の開口部を設けて館内へ光が降り注ぐようにした。内陣の中央には、黒い花崗岩の立方体に金属製の柏葉冠を載せた記念碑が置かれた。またノイエ・ヴァッヘはこのときからプロイセン州立戦没者追悼所となった。日本大使館の新築工事のために1938年11月から1939年8月まで第二次世界大戦直前のベルリンに滞在した新進の建築家谷口吉郎は回想録に次のように記している。
大戦後、ウンター・デン・リンデン街を含む東ベルリンは、ソ連占領地域となり、1949年以降はドイツ民主共和国の一部となった。1960年、ノイエ・ヴァッヘは「ファシズムと軍国主義の犠牲者のための追悼所」として再開された。1969年に東ドイツ建国20年を記念し、従来の記念碑に替えて、永遠の火をともしたガラスのプリズムによる彫刻が中央に設置された。また建物内には無名のドイツ兵一人と無名の強制収容所犠牲者一人の遺骨が祀られた。東ドイツの国家人民軍（陸軍・フリードリヒ・エンゲルス衛兵連隊）の衛兵二名が正面玄関前に立ち、一時間ごとに下士官一名が立ち会って上番・下番の交代が行われた。また戦前と同様の毎水曜日に加え、毎土曜日にも衛兵交代式が催された。
ドイツ再統一後の1993年にドイツ連邦政府は11月の第3日曜日を「国民哀悼の日」と定め、戦没者を追悼、遺族に対する連帯を示す日として、ノイエ・ヴァッヘを「戦争と暴力支配の犠牲者のための国立中央追悼施設」（Neue Wache als zentrale Gedenkstätte der Bundesrepublik Deutschland für die Opfer des Krieges und der Gewaltherrschaft）に改装した。第一次世界大戦以後のドイツのすべての戦没兵士、空襲の犠牲者や旧ドイツ東部領土の故郷を追われた避難民など一般市民の犠牲者をはじめ、ドイツと戦ったすべての国の軍民問わない犠牲者、ナチス・ドイツに殺されたユダヤ人やロマ民族や同性愛者などすべての人々、ナチスに抵抗して死んだ軍人や民間人なども追悼の対象となっている。また「戦争と暴力支配の犠牲者」に捧げられた碑文によれば1945年以降の全体主義の犠牲者も追悼の対象となっており、これは東ドイツ体制下の犠牲者も含むと思われる。もっとも、加害者と被害者を共に追悼することに異議を唱える者もいる。
改装なったノイエ・ヴァッヘには彫刻家ケーテ・コルヴィッツが第一次世界大戦で死んだ息子ペーターをイメージして作った1937年の作品「ピエタ（死んだ息子を抱き抱える母親）』の拡大レプリカが置かれている。この彫刻は円形の天窓の下にあり、雨風や冬の寒さにさらされ、第二次大戦で苦しんだ一般人を象徴しているという。政府は平和主義者ケーテ・コルヴィッツの遺族の意思を尊重し、本来ノイエ・ヴァッヘの前の左右に離れて建てられていたナポレオン戦争勝利の立役者シャルンホルストとビューロウの立像を道路を挟んだ向かい側に移設した。
ドイツ再統一後には常設の衛兵は置かれていないが、国民哀悼の日の式典や献花といった公的行事に限り、ドイツ連邦軍の国防省衛兵大隊から儀仗兵が派遣される。

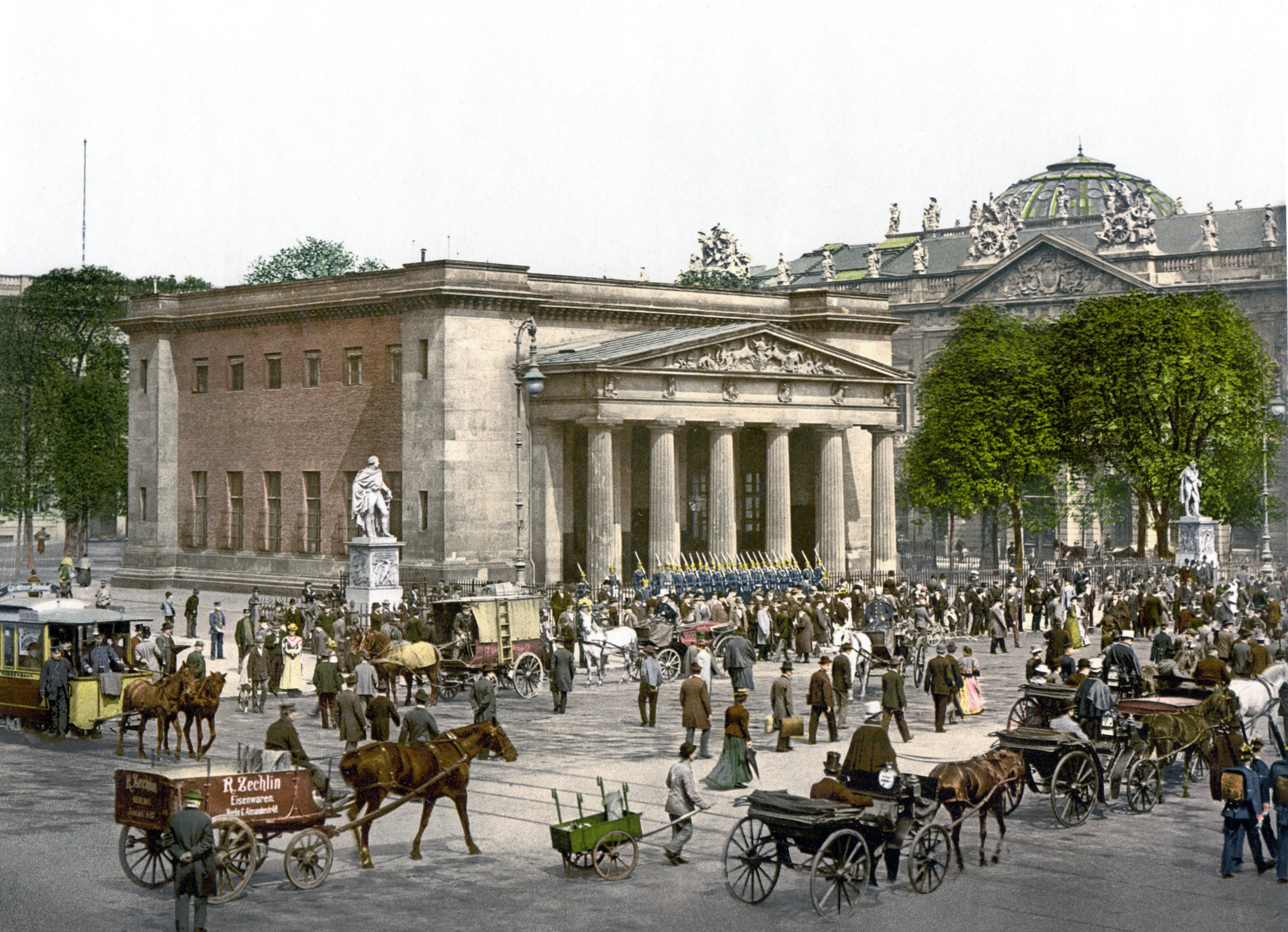
1900年頃のノイエ・ヴァッヘの前にはプロイセンの将軍シャルンホルスト（右奥）とビューロウの立像（左手前）が建てられていた。台座はシンケルが設計したものである。
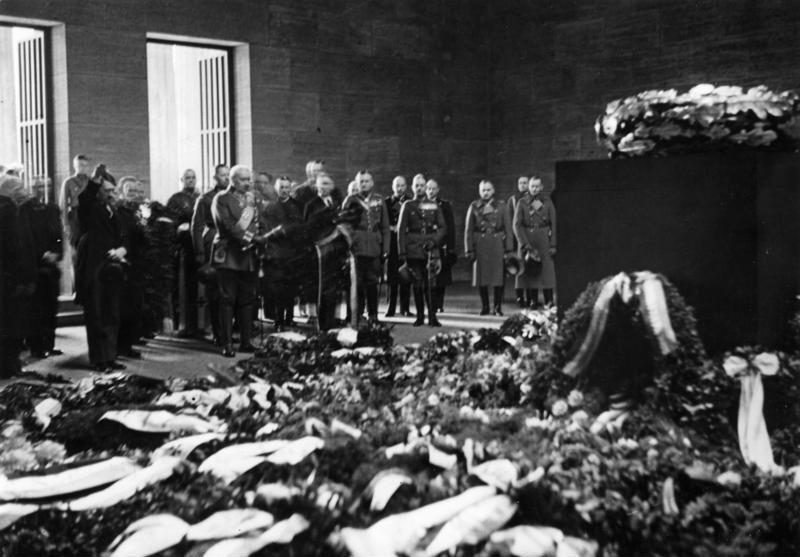
1933年、当時の国民哀悼の日にノイエ・ヴァッヘを訪れたヒンデンブルク大統領とヒトラー首相。右手前には建立当初の記念碑が写っている
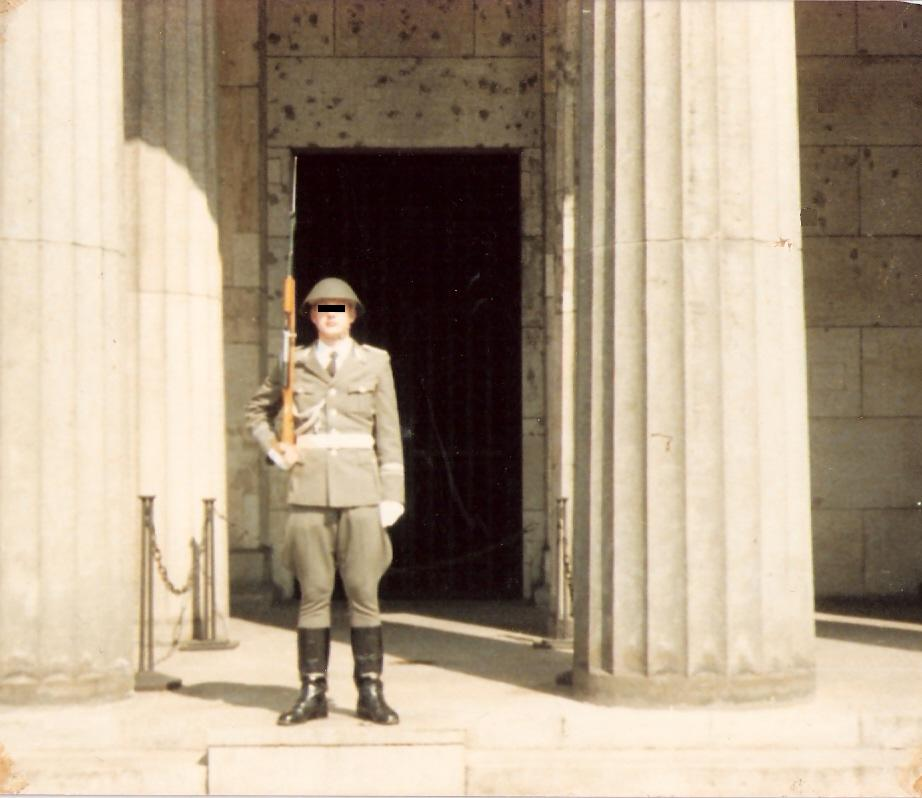
立哨する国家人民軍の衛兵（1984年）
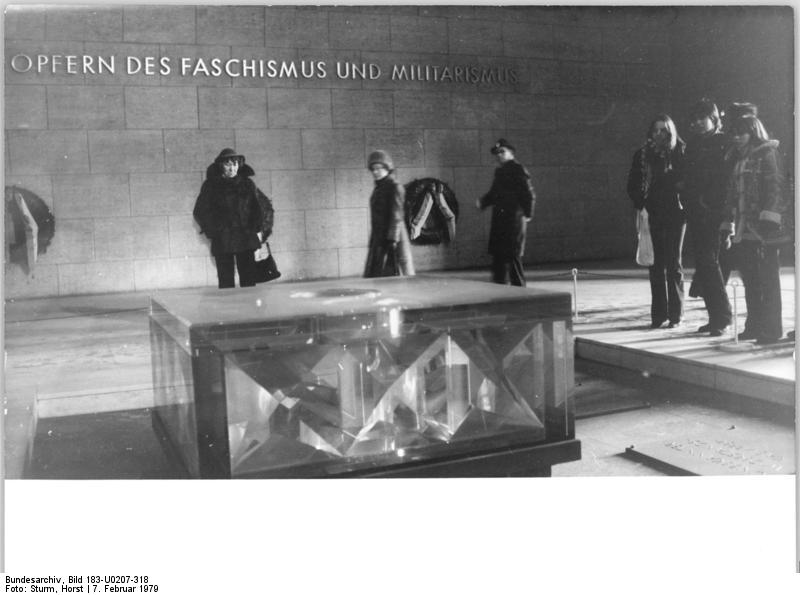
1979年、東ドイツ時代のノイエ・ヴァッヘ。壁面には「ファシズムと軍国主義の犠牲者のために」という追悼の言葉が掲げられた
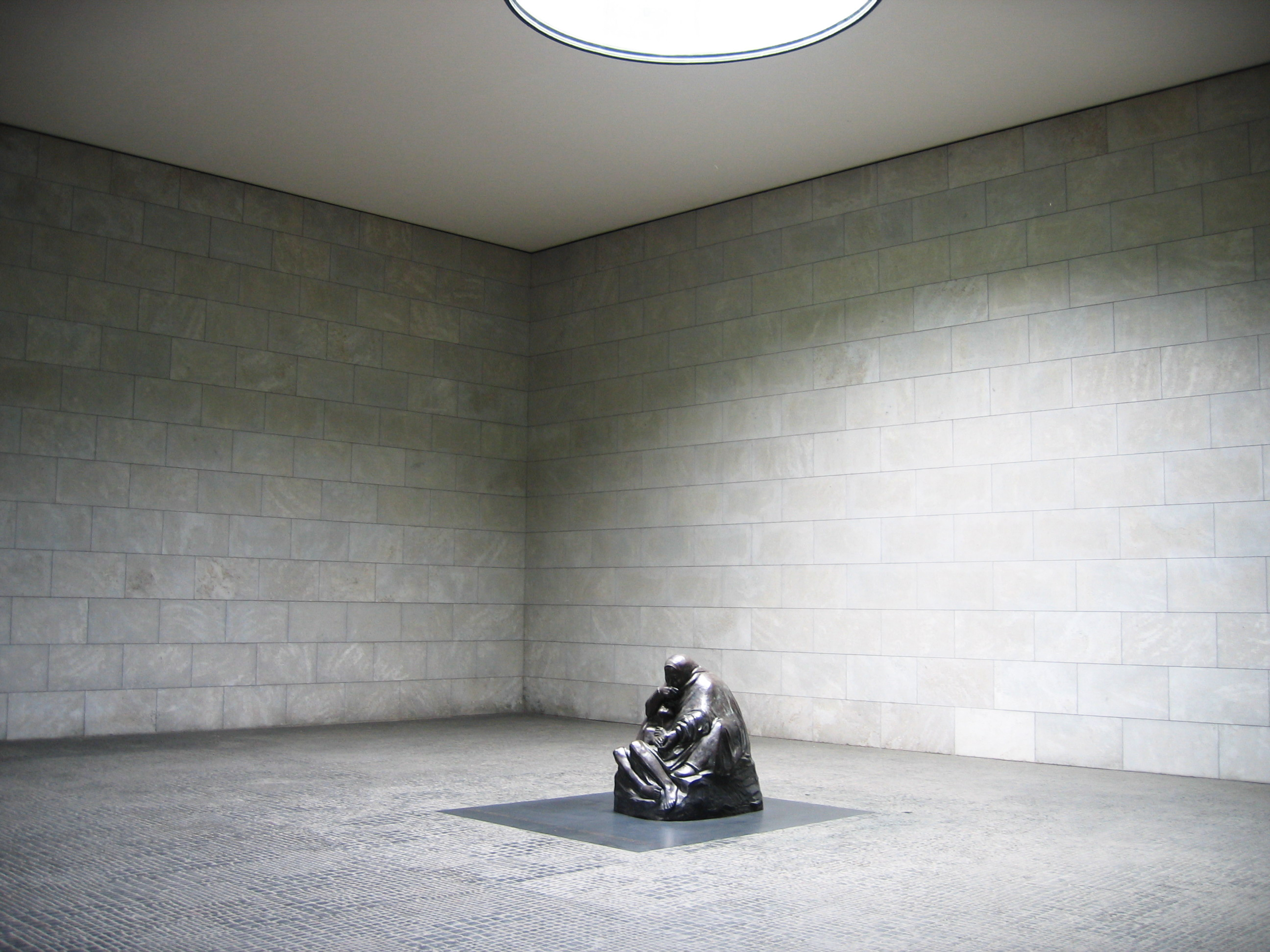
ノイエ・ヴァッヘの内部、天窓とケーテ・コルヴィッツの「ピエタ」が見える
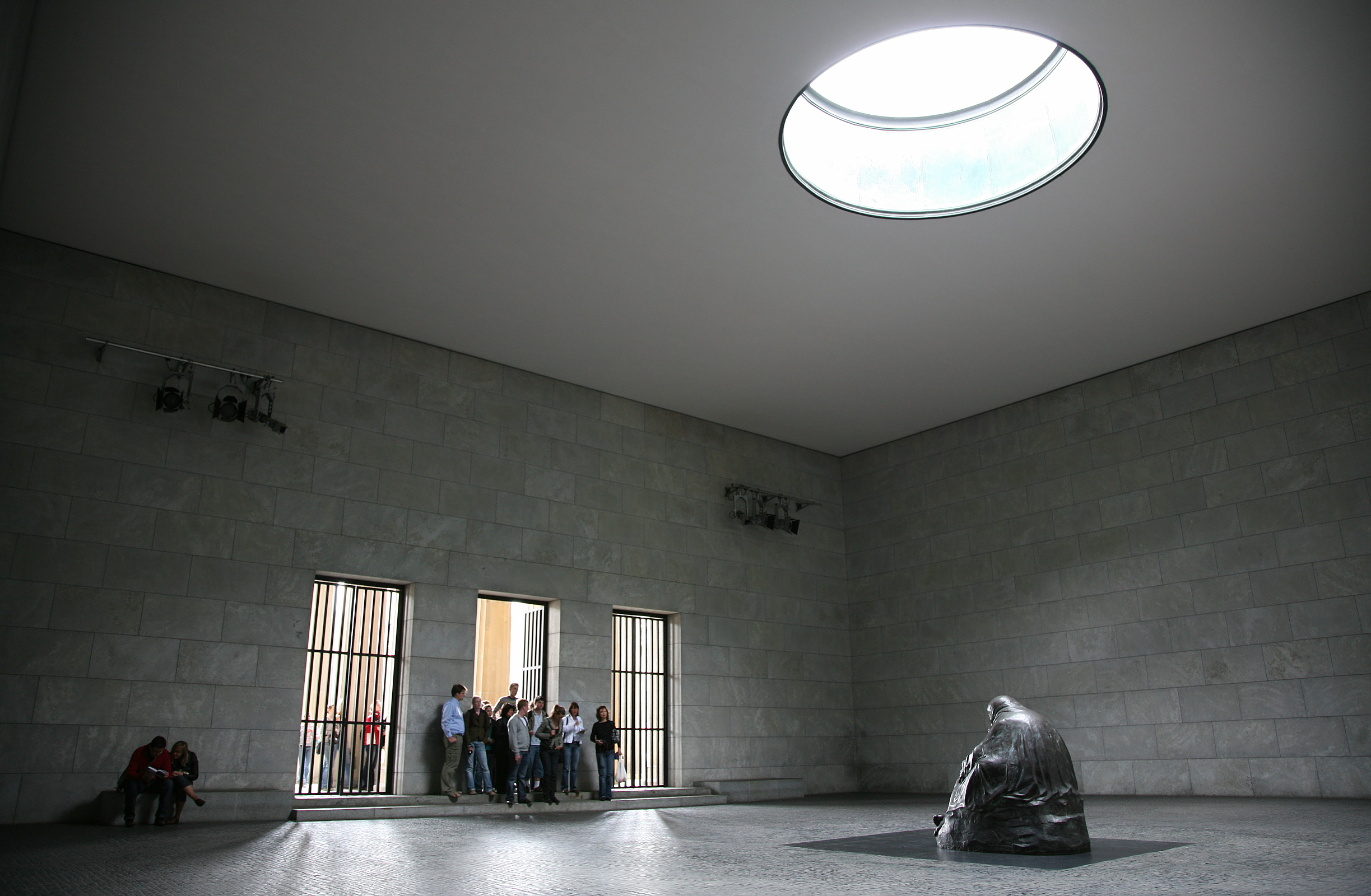
入り口からピエタを見る人々

## 文献
- 谷口吉郎（著）『雪あかり日記』中央公論美術出版、1979年
- 杉本俊多（著）『ベルリン：都市は進化する』講談社、1993年、ISBN 4-06-149136-9
- 三宅悟（著）『私のベルリン：権力者どもの夢の跡』中央公論社、1993年、ISBN 4-12-101127-9
- Sebastian Haffner（著）、川口由紀子（訳）『図説プロイセンの歴史』東洋書林、2000年、ISBN 4-88721-427-8